# Колумбия (окръг, Вашингтон)
Вижте пояснителната страница за други значения на Колумбия.
Окръг Колумбия (на английски: Columbia County) е окръг в щата Вашингтон, Съединени американски щати. Площта му е 2264 km², а населението – 4047 души (2017). Административен център е град Дейтън.

## Градове
- Старбък